# St Mary’s Church (Whitby)

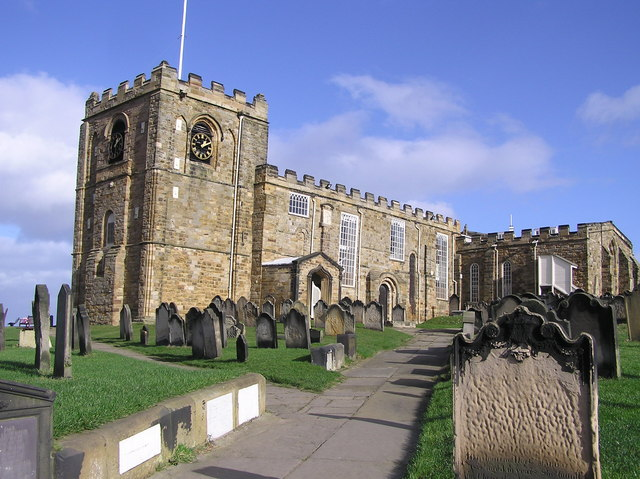
St Mary’s Church in Whitby

Die St Mary’s Church aus dem 12. Jahrhundert ist eine anglikanische Pfarrkirche der Church of England in Whitby, einer historischen Hafenstadt an der Nordseeküste der Grafschaft Yorkshire in England. Die Kirche ist seit 1954 als Grade-I-Bauwerk in der National Heritage List for England gelistet. Ebenfalls als Grade-I-Bauwerke sind die zur Kirche führenden Stufen (the Church Stairs, „199 Steps“) und die dazu parallel verlaufende Donkey Road eingetragen.

“There was a full bright moon, with heavy black, driving clouds, which threw the whole scene into a fleeting diorama of light and shade as they sailed across. For a moment or two I could see nothing, as the shadow of a cloud obscured St Mary’s Church and all around it.”

## Geschichte
Als Baubeginn von St Mary’s ist das Jahr 1110 überliefert. Bis 1540 gehörte sie zu Whitby Abbey; nachdem das Benediktinerkloster im Rahmen der Auflösung der englischen Klöster verlassen worden war, wurde die St Mary’s Church Gemeindekirche. Die Kirche wurde ursprünglich einschiffig gebaut und mit dem Wachstum der Bevölkerung Whitbys erweitert. Noch im 12. Jahrhundert wurden der Westturm und der Altarraum ergänzt, im 13. Jahrhundert erfolgte der Bau der Querhallen. Anfang des 18. Jahrhunderts erreichte der Ausbau seine heutige Form. 1905 erfolgte eine Restaurierung der Kirche, bei der weiße, rundbogige Fenster eingebaut und das Dach erneuert wurde. Bei dieser Gelegenheit wurden auch im Dach Fensteröffnungen ergänzt. Innen wurde die Kirche vor allem im frühen 18. Jahrhundert ausgebaut. Um mehr Sitzgelegenheiten, für die bezahlt werden musste, zu erhalten, wurden Galerien eingebaut, die teilweise nur durch Außenzugänge erreicht werden können, so dass heute bis zu 2000 Personen Platz in St Mary’s finden. Bestattungen auf dem Kirchhof fanden bis in die 1860er Jahre statt.

## Beschreibung

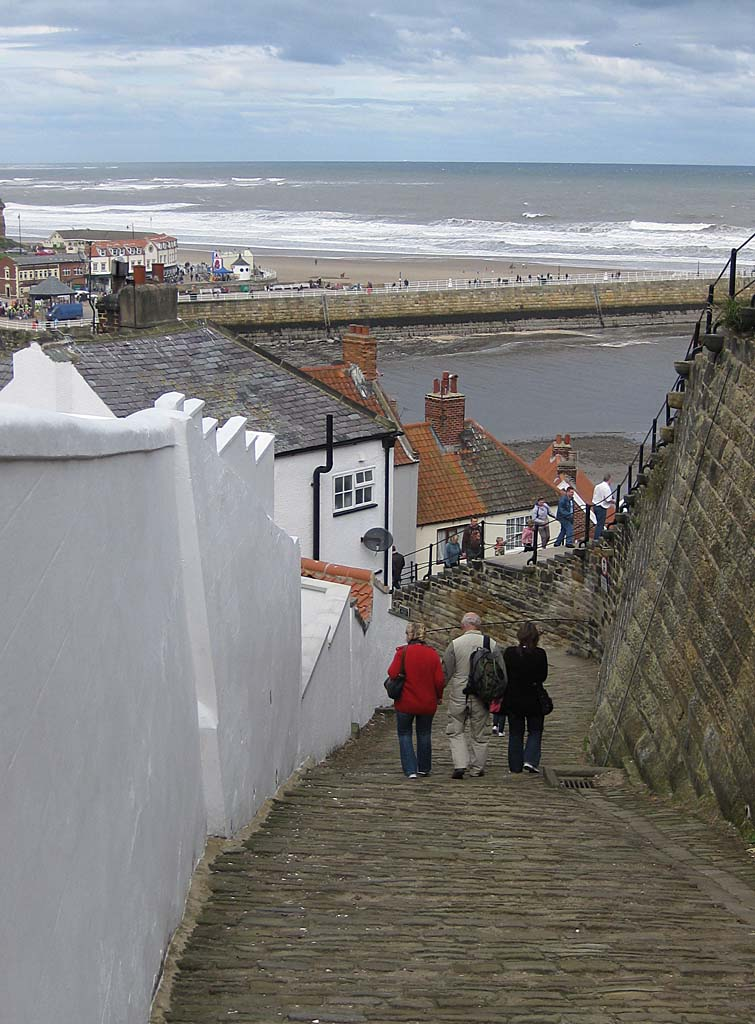
Blick die Donkey Road hinab auf den Hafen, rechts daneben befinden sich die 199 steps

Die St Mary’s Church befindet sich auf der Ostklippe („East Cliff“) Whitbys und ist über unter Denkmalschutz stehende Kirchenstufen („199 church steps“) sowie die Donkey Road, die als Gruppe seit 1954 unter Denkmalschutz stehen und als Grade-I-Buildings gelistet sind, erreichbar. Sie führen von der Henrietta Street die Klippe hinauf. Die 199 Stufen wurden erstmals 1370 erwähnt, sind im 18. und 19. Jahrhundert jedoch durch Steinstufen ersetzt worden. Die Donkey Road verläuft parallel rechts der Treppe; sie war ursprünglich ein unbefestigter Weg und fand 1780 Erwähnung, als eine Kutsche den Weg zur Abtei hinauf genutzt hat. Der heutige Steinbelag stammt aus dem 19. Jahrhundert. Beide Wege sollen ursprünglich schon seit dem Bestehen des ersten Klosters um das Jahr 657 bestehen.
Im Januar 2013 ereigneten sich nach tagelangem Regen mehrere Erdrutsche, durch den der historische Friedhof teilweise zerstört wurde. Mehrere Jahrhunderte alte Gebeine wurden bei dem Erdrutsch mehrere Meter mit ins Tal gerissen.
Mit ihrem niedrigen Turm wirkt die normannische Kirche sehr gedrungen und ist von außen auch nicht sehr spektakulär, jedoch mit einem ansehnlichen Südportal ausgestattet. Sie wurde im Laufe der Jahrhunderte so oft umgebaut und vergrößert, dass nicht mehr allzu viel von ihrer ursprünglichen Gestalt übrig geblieben ist, so sind der Vorbau und viele andere Elemente gregorianischen Ursprungs. Der Turm und die Türöffnung sind jedoch noch normannisch.
Auch innen gibt es einige recht interessante Charakteristika:
Zum einen die dreistöckige Kanzel aus dem Jahr 1778, die über 1843 eingebaute Hörrohre verfügt, damit auch die schwerhörige Frau eines früheren Pfarrers sich an seinen Predigten erfreuen konnte. Bemerkenswert sind auch der Altar aus elisabethanischer Zeit, sowie die an jeder Wand befindlichen Emporen. 1819 wurde das Dach von Schiffzimmermännern neu gedeckt, die dort Oberlichter einbauten, welche an Ladeluken erinnern.
Die Sitzbank der angesehensten Familie der Stadt, der Familie Cholmley, wurde direkt vor den Chorbogen gebaut, so dass diese den besten Ausblick über den Gottesdienst genießen konnte und sowohl Pfarrer als auch Gemeinde im Blickfeld hatte. Die übrigen Kirchenbänke stammen teilweise noch vom Anfang des 17. Jahrhunderts und wurden oft von Familien gemietet, die ihre Namen auf den Bänken anbringen ließen. Die einzelnen Familien saßen im jeweils durch Wände voneinander abgetrennten Kastengestühl. Es gibt jedoch auch Bänke – direkt vor der Kanzel, auf denen „For strangers only“ steht.

## Cædmon’s Cross

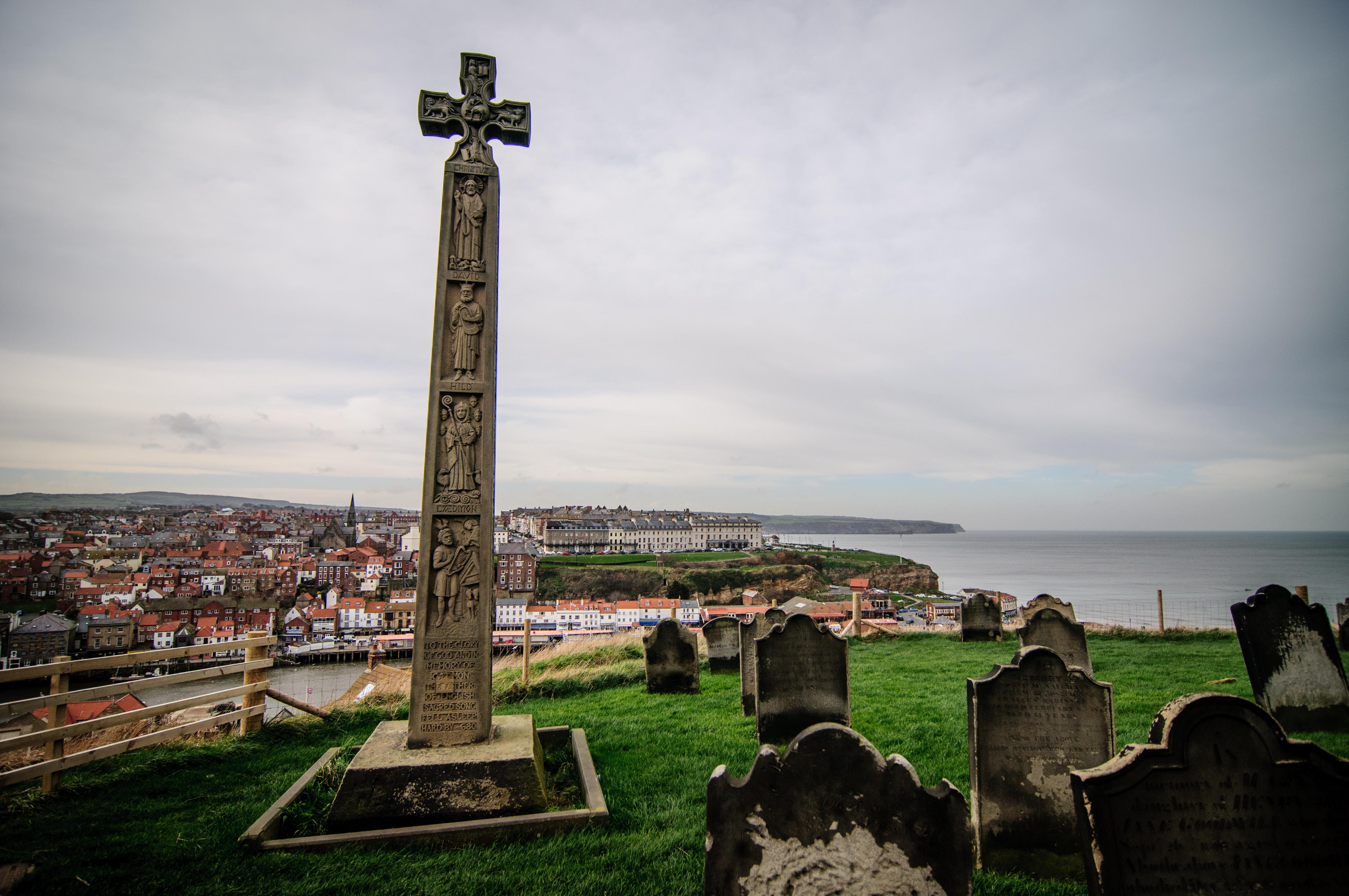
Caedmon’s Cross

Cædmon’s Cross ist ein Denkmal zu Ehren des ersten namentlich bekannten alt-englischen Dichters Cædmon, der im 7. Jahrhundert in Whitby Abbey gelebt hat. Das Denkmal wurde im September 1898 eingeweiht und steht auf dem Friedhof der Kirche.
Das ungefähr 6 Meter hohe Kreuz besteht aus Sandstein und steht auf einem Sockel, in den im Rahmen der Einweihung eine versiegelte Flasche mit Silbermünzen, einer Fotografie Königin Victorias, Namen von Spendern für das Denkmal und der Text der Predigt, die aus diesem Anlass gehalten wurde, eingelassen wurde. Das Denkmal besteht aus einem Schaft mit zwei breiten und zwei schmalen Seiten, auf dem sich ein Kreuz befindet. Schaft und Kreuz sind mit Reliefs verziert. Die breite Seite, die zur Abtei zeigt, trägt vier Reliefs, die Christus, König David mit einer Harfe, Hilda, die Äbtissin des Klosters und schließlich Cædmon selbst als Hirten zeigen. Darunter befindet sich eine Texttafel mit dem Text

“To the glory of  God, and in memory of  Caedmon, Father of  English sacred song. Fell asleep hard by AD 680.”

Das Kreuz zeigt auf dieser Seite in seiner Mitte das Lamm Gottes sowie die Evangelisten mit ihren Symbolen. Auf der anderen breiten Seite befindet sich hier ein erhobenes keltisches Knotenmuster und eine Taube, die den Heiligen Geist symbolisiert. Entlang des Schaftes sind hier vier Gelehrte, die zu Cædmons Zeit in der Abtei tätig gewesen waren, abgebildet. Darunter befinden sich die ersten neun Zeilen aus Cædmons Hymnus, dem Werk, das ihm im Traum übermittelt worden war, in englischer Sprache. Die beiden schmalen Seiten des Denkmals zeigen jeweils Symbole des Paradieses, wie zum Beispiel eine Rose, Vögel und einen Apfelbaum. Daneben wurde der Text des Schöpfungshymnus Cædmons in seiner Originalsprache, dem Altenglischen, gesetzt. Er erscheint auf einer Seite in Runenzeichen und auf der anderen in einer keltischen Unzialschrift.